# Amicta mediterranea
Amicta mediterranea är en fjärilsart som beskrevs av Kirby 1892. Amicta mediterranea ingår i släktet Amicta och familjen säckspinnare. Inga underarter finns listade i Catalogue of Life.